# Murailles de Montorio
Les murailles de Montorio (en italien : Mura di Montorio) constituent le système défensif du village de Montorio, une frazione de la commune de Sorano, dans la province de Grosseto en Toscane.

## Histoire
Les murailles de la ville ont été construits à l'époque médiévale par les Aldobrandeschi, précisément à l'époque où la forteresse a été construite. L'ensemble de l'édifice défensif a presque certainement été achevé entre la fin du XIIe et le début du XIIIe siècle.
Avec le passage de Sorano à la dynastie des seigneurs locaux, toutes les structures fortifiées qui caractérisaient le village sont restées quasiment intactes, à l'exception de quelques travaux de rénovation qui ont conduit à la construction de tours à section circulaire pendant la Renaissance.
Le passage de la zone au grand-duché de Toscane en 1616 détermina les conditions de la transformation du château en ferme fortifiée, avec pour conséquence le démantèlement partiel de certaines sections des murailles d'origine de la ville.

## Description
Les murailles de Montorio délimitent partiellement le petit village-château d'origine médiévale, se développant le long d'un périmètre quadrangulaire.
L'enceinte de la ville dans son ensemble a une base escarpée et se caractérise par quelques sections exposées et par des sections élevées dans lesquelles elle est appuyée contre les murs des bâtiments ; il est entièrement recouvert de blocs de tuf volcanique, bien adaptés au contexte géologique qui caractérise l'ensemble de la zone.
L'entrée au village est possible par la Porta Montorio, une précieuse porte d'accès en arc en plein cintre avec des créneaux au sommet, laquelle s'ouvre sur le côté sud des murs de la ville.
À l'angle sud-est du périmètre des murs se dresse une robuste tour de section circulaire, qui constitue le sommet du plan en L du château de Montorio, qui s'articule précisément sur cet angle. L'angle nord-est des remparts de la ville est caractérisé par la présence d'une autre tour cylindrique.
Le village est resté dépourvu de ses structures de murailles défensives sur le côté ouest, où se trouve également la chapelle Santa Maria, et sur une bonne partie du côté nord.